# CA-31 (Spanje)

De CA-31

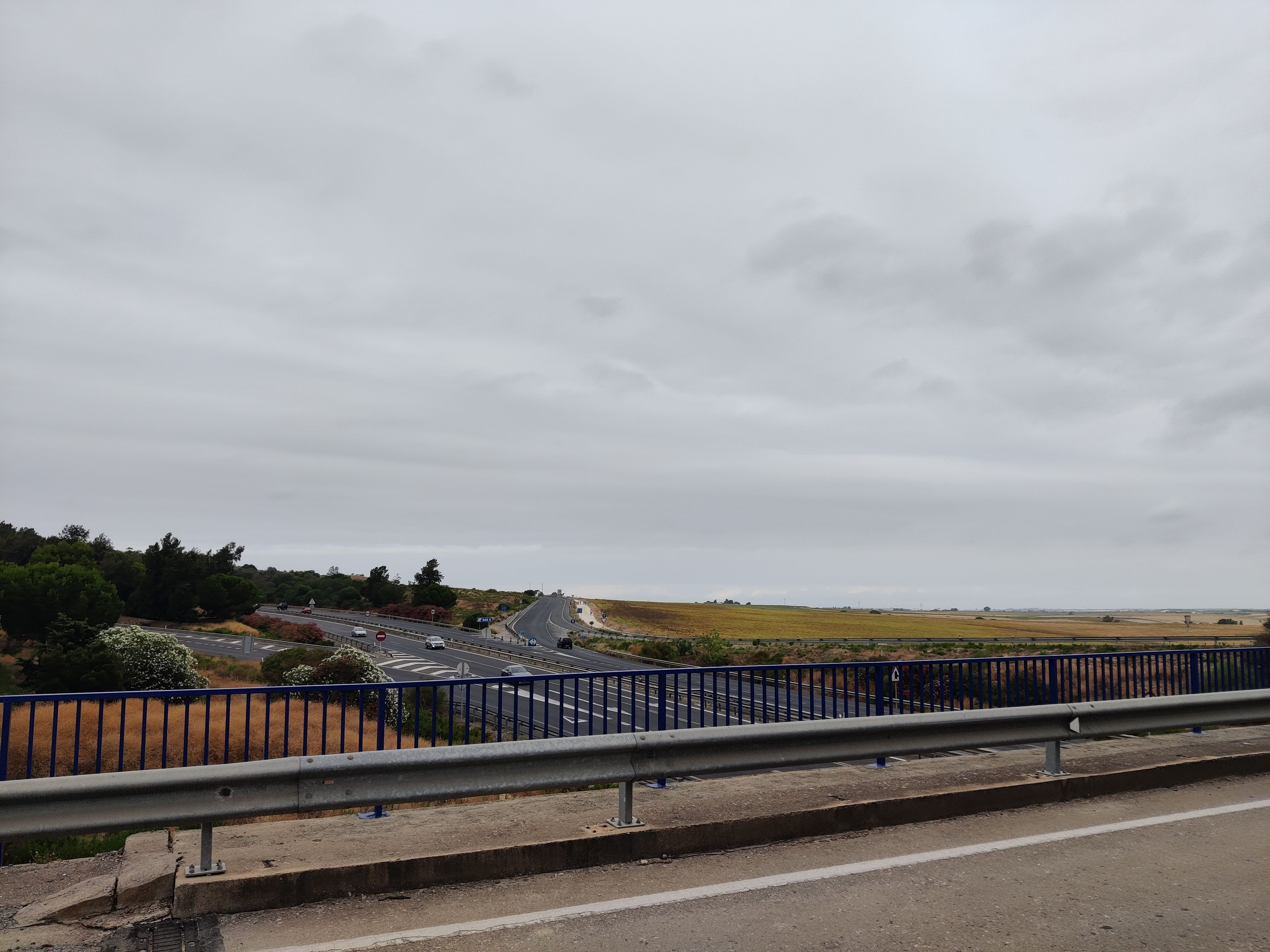
De CA-31

De CA-31 of Acceso Norte al Puerto de Santa María is een autovía in Andalusië. De stadssnelweg bij Cádiz is 2,1 kilometer lang.